# Januszewo (Litwa)
Januszewo (lt: Janušava) – miejscowość na Litwie, w rejonie kiejdańskim. Graniczy od wschodu z Kiejdanami.